# Internační tábor Thalerhof

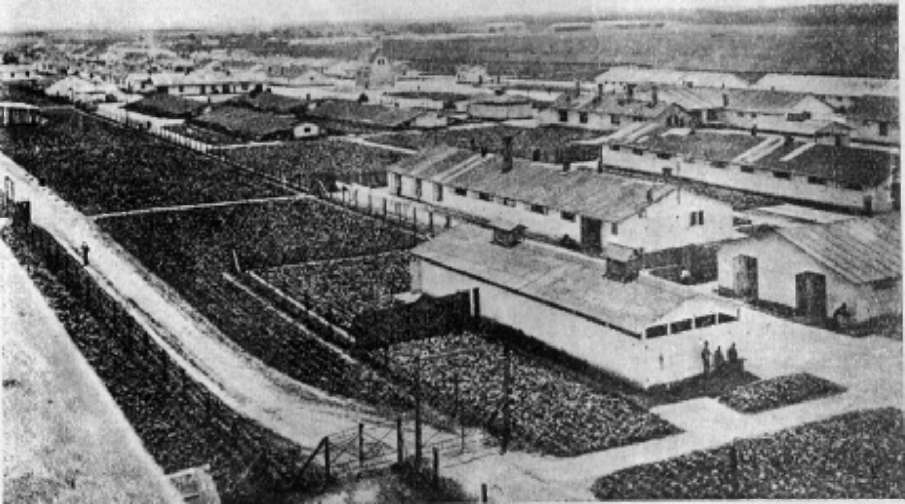
Tábor v roce 1917

Internační tábor Thalerhof (německy Interniertenlager Thalerhof) byl rakousko-uherský internační tábor, který existoval během první světové války. Nacházel se v blízkosti dnes rakouského města Štýrský Hradec (Graz). Tábor byl zřízen na počátku září 1914 a zrušen v květnu 1917. Byl určen především pro obyvatelstvo habsburské monarchie rusínské a polské národnosti.
V táboře byli kromě vojáků umístění také Rusíni z oblasti Podkarpatské Rusi (dnešní Zakarpatské oblasti Ukrajiny) tehdy ještě součástí Rakousko-Uherska, resp. Uherského království), kteří sympatizovali s ruskou vládou a byli proto považováni za politicky nespolehlivé. K nim se také přidali obyvatelé Haliče, kteří se řadili mezi rusofilní (tzv. moskvofilové). V táboře bylo v době jeho plného využití internováno až 20 000 osob. Tábor zpočátku tvořily jen dočasné příbytky; zimu 1914/15 zde strávili vězni většinou na otevřené ploše nebo pod stany. Lidé byli často mučeni nebo biti. V listopadu 1914 bylo v táboře umístěno okolo 5700 lidí a jejich počet postupně rostl. Častý byl výskyt epidemií, rozšířila se zde např. cholera, nebo tyfus[nepřesný odkaz]. Kromě toho byli někteří pro Rakousko-Uhersko problematičtí Rusíni nebo Poláci umisťováni také v Terezíně v Čechách.
Tábor byl uzavřen z rozhodnutí císaře Karla I. zhruba půl roku poté, co byl nový panovník uveden na trůn. Areál byl později přestavěn na kasárny a nakonec zbořen.
Na místě původního tábora se nyní nachází Letiště Graz. Jeho existenci, která byla dlouhou dobu zapomenuta, připomíná od roku 2012 20 kovových desek se jmény 1767 mrtvých z tábora.